# Chevrolet big-block

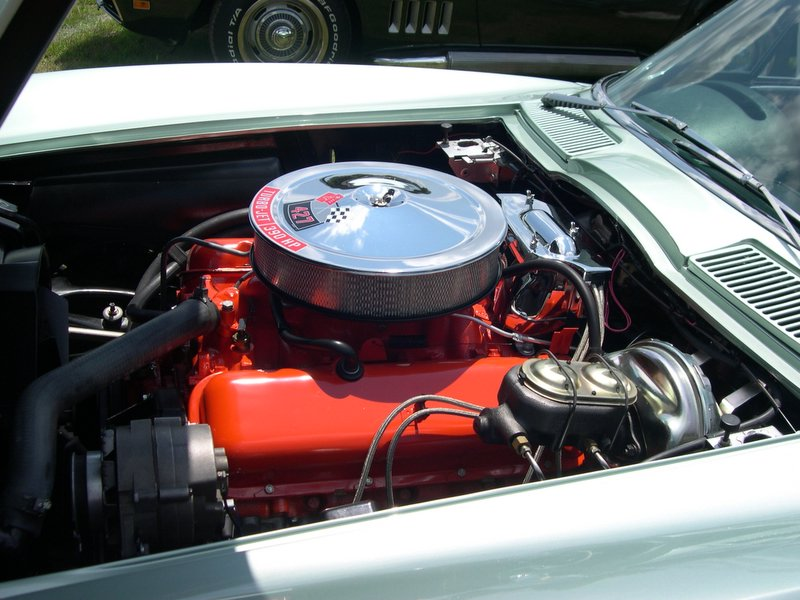
L36 427 i en Chevrolet Corvette från 1966

Chevrolet big-block är ett samlingsnamn på stora V8-motorer tillverkade av Chevrolet. Dessa har tillverkats med varierande slagvolym, bland annat 396, 409, 427, 454 och 572 kubiktum.

## Generation 1 ("W"-serien)
Chevrolet lanserade sin första big block-V8 1958. Denna serie omfattade motorer på 348, 409 och 427 kubiktum.

### 348
Den första motorn var på 348 kubiktum och lanserades 1958. Den monterades i personbilar fram till 1961 och i lastbilar fram till 1964.

### 409
En motor på 409 kubiktum såldes mellan 1961 och 1965. Den tillverkades bland annat i ett utförande med en effekt på 409 hk. Ett effekt/slagvolymförhållande på 1 hästkraft/kubiktum var mycket högt på 60-talet den kom även i en 425hp version, även om Chrysler redan 1956 hade 354" Hemimotorn som genererade 355 hk.
Beach Boys låt 409 är en hyllning till en bil med denna motor, fast bilen som hörs i början på låten är i verkligheten Gary Ushers Chevrolet Impala med 348" motor.

### 427 (Z11)
Den första motorn på 427 kubiktum monterades i 1963 års Chevrolet Impala och var avsedd för tävlingsbruk. Endast 57 motorer av denna typ tillverkades.

## Generation 2 (Mark IV-serien)
Den andra generationen Big block-motorer sattes i kommersiell produktion 1965, men hade sina rötter i en motor för tävlingsbruk från 1963. Serien kom med tiden att omfatta motorer på 396, 402, 427, 454 och 572 kubiktum.

### 396 och 402
1965 lanserades en motor på 396 kubiktum. 1970 höjdes slagvolymen genom ökad borrning till 402 kubiktum, men motorn fortsatte att säljas under namnet 396. Den slutade tillverkas 1972.

### 427
En motor på 427 kubiktum monterades i serietillverkade bilar mellan 1966 och 1969. Detta är inte samma motor som den äldre Z11-motorn.

### 502

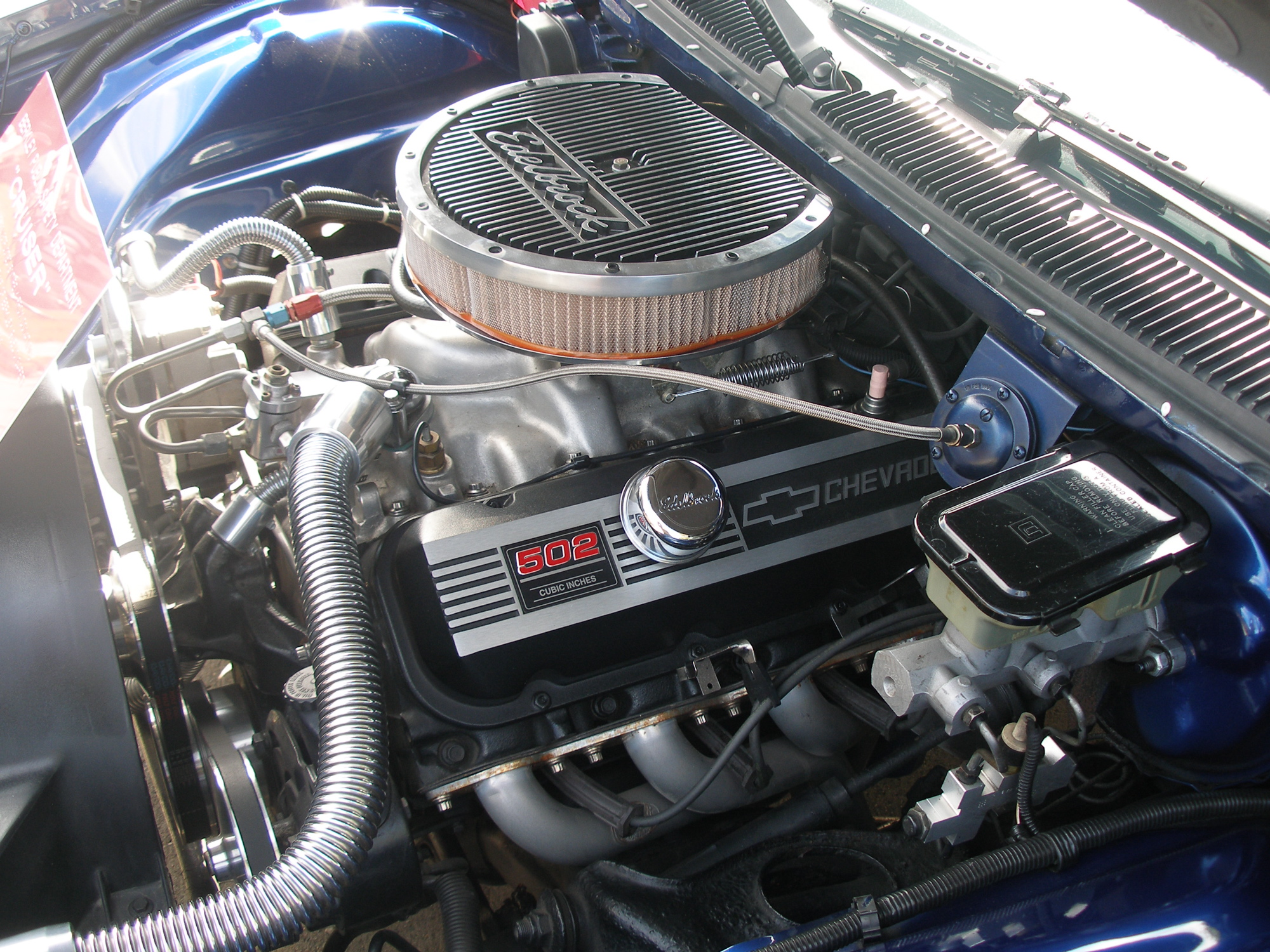
502 kubiktum

### 454
1970 lanserades en motor på 454 kubiktum. 454-motorn monterades i personbilar fram till 1976, och i lastbilar till 1996. 454 LS6 hade 450 hk och fanns i t. ex. Chevelle SS 454. 454 LS7 hade 460 hk och fabriksmonterades inte i någon bil utan såldes som eftermarknadsmotor.

### 572
2003 lanserades en motor på 572 kubiktum. Den fabriksmonteras inte i nya bilar, utan säljs för eftermontering. Den är en V8 på 9,4 liter. Den är världens största serietillverkade bensindrivna V8-motor för personbilsbruk och har tillverkats i olika utföranden. Effekten har höjts från 620 till 720 hästkrafter.